# آزار و اذیت پاگان‌ها در اواخر امپراتوری روم

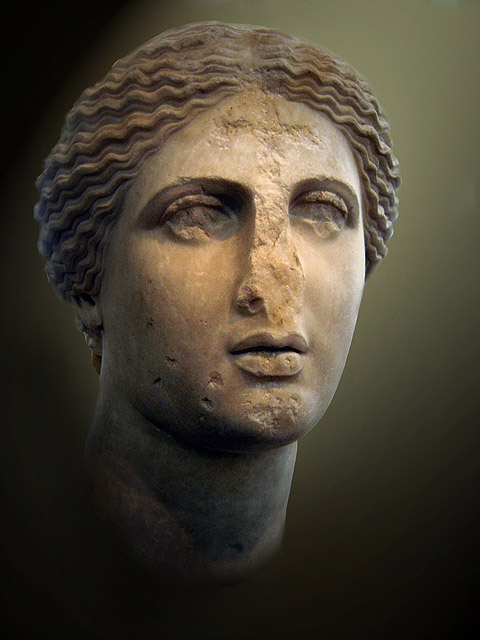
سر آفرودیته، نسخه قرن اول میلادی از نسخه اصلی توسط پرکسیتلیز. صلیب مسیحی روی چانه و پیشانی برای «تقدس زدایی» یک اثر مقدس پاگانیسم در نظر گرفته شده بود. این مجسمه در آگورای آتن یافت شد و در موزه باستان‌شناسی ملی آتن نگهداری می‌شود.

آزار و اذیت پاگان‌ها در اواخر امپراتوری روم آن دسته از اقدام‌های نابردباری، تبعیض، ظلم و خشونت مذهبی بودند که منجر به جایگزینی تدریجی ادیان چندخداپرستی، اعم از بومی و خارجی، با مسیحیت در قلمروهای امپراتوری شد.

## زمینه
اصطلاح پاگانیسم (روستایی) برای اشاره به ادیان سنتی یونانی‌ها و رومی‌ها یا تصورهای مذهبی پیروان چندخداپرستی که در تقابل با ایده‌های مذهبی مسیحیت و یهودیت هستند استفاده می‌شود. پس از قرن چهارم میلادی این ادیان در واقع بیش از همه در روستاهای حومه شهر (پاگی) زنده مانده بودند اما این واژه هنوز در تاریخ ادیان به کار می‌رود. پاگان‌ها در اصل، مردمی بودند که با زندگی در پاگی (به معنی روستا)، به حفظ سبک زندگی روستایی و همچنین عدم تماس با دگرگونی‌های فرهنگی و سیاسی دولت تمایل داشتند. pāgus و pagānus حدود ۳۷۰ میلادی وارد فرهنگ لغت مسیحیان شد. این اصطلاح بعدها برای توصیف همه ادیان غیر مسیحی از جمله یهودیت و اسلام به کار رفت: بنابراین معنای «غیر مسیحی» را به خود گرفت، به مانند اصطلاح بربرها که به غیر رومی اشاره می‌کرد.
امپراتوری روم پس از دودمان سورانی در اوایل قرن سوم شاهد فروپاشی مشروعیت سلسله‌ای بود. در پایان قرن سوم، امپراتورها آزمایش‌هایی را برای ایجاد مشروعیت از طریق مدل «یک خدا، یک امپراتور» آغاز کردند. به نظر می‌رسد کنستانتین بزرگ در پی تثبیت مشروعیت خود از راه‌های توحیدی بوده‌است. هلیوگابال، کلودیوس گوتیکوس و اورلیان همگی ادعا داشتند که سول اینویکتوس «خدای واحد» آنها است. مشرکان سنتی رومی باید سعی کرده باشند کنستانتین را به سمت آپولون بکشانند، اما او می‌دانست که ادامه دادن به پانتئون سنتی راه را برای حمله به مشروعیتش بازمی‌گذارد. انتخاب سول امیدوار کننده به نظر می‌رسید، اما قبلاً در سه نوبت امتحان شده بود و شکست خورده بود. انتخاب دیگر مسیحیت بود که در زمان کنستانتین بزرگ یک فرقه نسبتاً کوچک باقی ماند، اگرچه کم‌اهمیت نبود و پیروانی در سراسر امپراتوری داشت و صلح و صلح طلبی را تبلیغ می‌کرد. مسیحیت به عنوان یک دکترین و با ایجاد یک انقلاب در دین رومی، به او اجازه می‌داد تا جامعه را به عنوان بنیانگذار جدید روم بازسازی کند، به نوکیشان وفادار به دکترین خود پاداش دهد و رقبای بالقوه پاگانیسم خود را راحت تر شناسایی کند. همچنین، به او اجازه می‌داد تا جمعیت رزمی و بی‌قرار را آرام کند و انرژی آنها را به جای جنگ به سمت عبادت هدایت کند. همه اینها دلایلی برای حمایت از مسیحیت بود، اما مهم‌تر از همه، این یک عقیده توحیدی بود که تمام قدرت‌های یک خدا را تحت فرمان کنستانتین قرار می‌داد.
مسیحیت تا زمانی که یک پدیده اقلیت باقی مانده بود، خود را به عنوان یک دین مدارا معرفی می‌کرد که چهار چوب ویژه خود را داشت، اما می‌پذیرفت که دیگران ممکن است ایمان متفاوتی داشته باشند. کم‌کم مسیحیت حوزه‌های قدرت را اشغال کرد (ابتدا با حمایت کنستانتین بزرگ و پسرش کنستانتیوس دوم)، سپس با فرمان تسالونیکی توسط تئودئوس یکم که مسیحیت در سال ۳۸۰ به دین رسمی امپراتوری تبدیل شد.
در ابتدا مسیحیت عمدتاً با رویه‌های فعلی یهودیت در آن زمان رقابت می‌کرد، اما به سرعت شروع به رقابت با دین رومی، یونانی و دین مصری که در آن زمان در مدیترانه غالب بود نیز کرد. با این حال، به زودی با موانع اصلی درون خود مواجه شد، با «بدعت‌های» متعدد پولس سام‌شادی، مونتانیست‌ها، نواتیانیست‌ها، مرقیونیه، والنتینیان‌ها، مانوی‌ها و بالاتر از همه، آریانیسم که برای مدتی به شدت با کلیسای روم رقابت می‌کرد و در زمان سلطنت کنستانتیوس دوم دست برتر را داشت (به لطف ارعاب خود امپراتور در برابر اسقف‌های «رومی» به مناسبت شورای ریمینی در ۳۵۹–۳۶۰). کار تخریب «بدعت‌ها» نیز با توسل به قوانین جزایی برگرفته از فرمان‌های ضد مسیحی دیوکلتیان، با تأیید همان اسقف‌هایی که چند سال پیش از آن تحت همان قوانین قرار گرفته بودند، دنبال شد.

## قوانین ضد پاگانیسم بین ۳۱۵ تا ۳۹۲
در زیر فهرستی از قوانینی است که امپراتوران بین کنستانتین بزرگ و تئودئوس یکم علیه پاگانیسم اعلام کردند. منبع به‌طور کامل مجموعه قوانین تئودوسیوس (Codex Theodosianus یا C. T.) است و شماره مرجع و امپراتور یا امپراتورهایی که قانون را صادر کردند نیز ذکر شده‌است.
- ۳۱۹ پیشگویان نمی‌توانند وارد هیچ خانه ای شوند، حتی اگر ارباب خانه دوستان آنها باشند (C.T. 9.16.2). توسط کنستانتین
- ۳۱۹ پیشگو نمی‌توانند به اقامتگاه بیگانگان نزدیک شوند. اعمال خرافی پیشگویان باید به مراسم عمومی محدود شود (C.T. 9.16.1). توسط کنستانتین
- ۳۳۹ یهودی که بردگان غیر یهودی را ختنه می‌کنند اعدام خواهند شد. بردگان مسیحی اربابان یهودی آزاد می‌مانند (C.T. 16.9.2). کنستانس یکم
- ۳۴۱ قربانی و خرافات مشرکانه کاملاً ممنوع است (C.T. 16.10.2). توسط کنستانس
- ۳۴۶ معبد بت‌پرستان (پاگان‌ها) بسته می‌شود، دسترسی به آنها با مجازات اعدام ممنوع است. اموال متخلفان از این قانون مصادره و به بیت المال تحویل داده می‌شود. فرماندارانی که این قانون را اعمال نکنند مجازات خواهند شد (C.T. 16.10.4). توسط کنستانس یکم
- ۳۵۲ اگر مسیحی به یهودیت گروید، اموال او مصادره و به خزانه عمومی تحویل داده می‌شود (C.T. 16.8.7). توسط کنستانس، ژولیا.
- ۳۵۶ کسانی که مرتکب بت‌پرستی یا انجام قربانی‌های بت‌پرستی شوند به مجازات اعدام محکوم می‌شوند (C.T. 16.10.6). توسط کنستانس
- ۳۵۷ هر کس برای پیشگویی آینده با فالگیر مشورت کند مجازات اعدام خواهد داشت (C.T. 9.16.4). توسط کنستانس
- ۳۵۷ سحر و جادو بدون توجه به طبقه اجتماعی زندانی با شکنجه مجازات می‌شود (C.T. 9.16.6). توسط کنستانس
- ۳۶۴ فال و قربانی در ساعات شب ممنوع است (C.T. 9.16.7). توسط والنتینیان یکم، والنس.
- ۳۶۵ هیچ مسیحی نباید در معبد بت‌پرستان خدمت کند. اگر قاضی او را مجبور کند اعدام و اموالش مصادره می‌شود (C.T. 16.1.1). توسط والنتینیان یکم
- ۳۷۱ فال ربطی به سحر و جادو ندارد، بنابراین تا زمانی که به قصد ضرر انجام نشود، جایز است (C.T. 9.16.9). توسط والنتینیان یکم گراتیان.
- ۳۷۲ مانویان و سایر گروه‌های مشابه اجازه ملاقات ندارند. معلمان آنها مجازات می‌شوند، پیروان آنها منحل می‌شوند و مکان‌های عبادت آنها مصادره می‌شود (C.T. 16.5.3). توسط والنتینیان
- ۳۷۳ آموزش یا یادگیری طالع بینی مجازات اعدام دارد (C.T. 9.16.8). توسط والنتینیان یکم، والنس.
- ۳۷۸؟ محراب‌ها و سایر عبادتگاه‌های مخفی ادیان غیر کاتولیک مصادره خواهند شد، حتی اگر عبادت با اجازه قاضی محلی انجام شده باشد (C.T. 16.5.4). توسط والنس، گراتیان، والنتینین دوم.
- ۳۸۰ عمل برخلاف شریعت الهی، توهین به مقدسات تلقی خواهد شد (این کار دارای پیامدهای جنایی و همچنین مذهبی بود) (C.T. 16.2.25). نوشته گراتیان، والنتینیان دوم، تئودئوس یکم.
- ۳۸۱ هر مسیحی که به بت‌پرستی (مرتد) روی آورده‌اند نمی‌توانند وصیت کنند. هر وصیتی که توسط این افراد انجام شود باطل است (C.T. 16.7.1). نوشته گراتیان، والنتینیان دوم، تئودئوس یکم.
- ۳۸۱ مانویان نمی‌توانند در وصیت از اموال خود ارث ببرند یا وصیت کنند. هر اموالی که از مانویان به ارث رسیده باشد، مصادره می‌شود، مگر اینکه وارث به مسیحیت گروید. علاوه بر این، ملاقات و عبادت مانویان ممنوع است (C.T. 16.5.7). نوشته گراتیان، والنتینیان دوم، تئودئوس یکم.[۵]
- ۳۸۱ اموال کسانی که قربانی‌های مشرکانه انجام می‌دهند یا مناسک آنها را انجام می‌دهند مصادره می‌شود (C.T. 16.10.7). نوشته گراتیان، والنتینیان دوم، تئودئوس یکم.
- ۳۸۲ مانویان باید اموال خود را به جای خانواده یا دوستان خود در وصیت‌نامه خود به مسیحیان وصیت کنند. مجامع مخفی ممنوع است. دادگاه‌های ویژه قادر به رسیدگی به اتهامات علیه مانویان و بدعت‌های مختلف هستند (C.T. 16.5.9). نوشته گراتیان، والنتینیان دوم، تئودئوس یکم.
- ۳۸۴ یهودیان از داشتن یا خرید بردگان مسیحی منع شده‌اند که این بردگان باید ربوده شوند و به مسیحیان فروخته شوند. اگر یک معلم یهودی، یک مسیحی را به یهودیت تبدیل کند، مجازات می‌شود (C.T. 3.1.5). نوشته گراتیان، والنتینیان دوم، تئودئوس یکم.
- ۳۸۵ فال آینده با تفحص در احشاء قربانی ممنوع است. کسانی که این قانون را زیر پا بگذارند به شدت با شکنجه مجازات خواهند شد (C.T. 16.10.9). نوشته گراتیان، والنتینیان دوم، تئودئوس یکم.
- ۳۸۶ حاکمان محلی می‌توانند کاهنان معابد بت‌پرستان را از میان کسانی که به مسیحیت گرویده‌اند انتخاب کنند (C.T. 12.1.112). نوشته گراتیان، والنتینیان دوم، تئودئوس یکم.
- ۳۸۸ ازدواج مختلط بین یهودیان و مسیحیان ممنوع است. چنین ازدواجی زنا محسوب خواهد شد (C.T. 3.7.2). نوشته والنتینین دوم، تئودئوس یکم، آرکادیس.
- ۳۸۸ بحث و مناظره در مورد دین ممنوع است (C.T. 16.4.2). نوشته والنتینین دوم، تئودئوس یکم، آرکادیوس.
- ۳۸۹ مانویان باید از روم و امپراتوری اخراج شوند. اموال آنها مصادره می‌شود و وصیت نامه آنها باطل می‌شود (C.T. 16.5.18). نوشته والنتینین دوم، تئودئوس یکم، آرکادیوس.
- ۳۸۹ اگر کسی به دیگری مشکوک به سحر و جادو باشد، باید او را به دادگاه بیاورد (C.T. 9.16.11). نوشته والنتینین دوم، تئودئوس یکم، آرکادیوس.
- ۳۹۱ قربانی مشرکان، پرستش تصاویر و سایر عبادات ممنوع است. متخلفان از این قانون جریمه خواهند شد (C.T. 16.10.10). نوشته والنتینین دوم، تئودئوس یکم، آرکادیوس.
- ۳۹۱ هیچ‌کس اجازه ورود به معابد بت‌پرستان، جشن قربانی یا پرستش تصاویر را نخواهد داشت. حتی قضات نیز مشمول این ممنوعیت هستند و در صورت تخلف جریمه خواهند شد. کارکنان معبد نیز در صورت عدم رعایت این قانون جریمه خواهند شد (C.T. 16.10.11). نوشته والنتینین دوم، تئودئوس یکم، آرکادیوس.
- ۳۹۲ هیچ فردی از هر طبقه‌ای نمی‌تواند برای تصویری قربانی کند، حتی اگر به امپراتور مراجعه نکند یا حتی درخواست‌های غیرطبیعی نداشته باشد. بزرگداشت تصاویر به وسیله بخور نیز ممنوع است (C.T. 16.10.12). توسط تئودئوس یکم، آرکادیوس، هونوریوس.

## در دوران امپراتوری کنستانتین بزرگ
کنستانتین بزرگ، که اغلب به عنوان اولین امپراتوری که به عقیده جدید روی آورد، به سیاست مدارا خود ادامه داد و فرمان میلان که در سال ۳۱۳ صادر شد و آزادی عبادت را برای همه ادیان برقرار کرد، به آزار و اذیت مسیحیان در امپراتوری روم پایان داد. ; از این لحظه موقعیت مسیحیت به‌طور فزاینده ای تثبیت شد تا اینکه به عنوان دین رسمی دولت، به عنوان دین امپراتورها، تبدیل شد. همان آزادی عبادت که توسط گالریوس و سپس کنستانتین اعطا شد، عملاً به مسیحیت امتیاز داد، هر چند که دیگر فرقه‌های مذهبی را سرکوب کرد. در واقع، امپراتور که حامی مطمئن ایمان جدید بود، متقاعد شده بود که «بدعت‌گذاران» با دستورهای او مخالفت می‌کنند و نظرهای او را زیر سؤال می‌برند، و بنابراین لازم است برای نجات آنها از لعنت ابدی (و دولت) به نوعی بازدارنده متوسل شود

. روحانیون غیر مسیحی در ابتدا از پاداش‌ها و مصونیت‌های فراوانی که به مسیحیان اعطا می‌شد، محروم ماندند. در هر صورت کنستانتین، در حالی که رعایای خود را به پیروی از دین خود ترغیب می‌کرد، به کسانی که همچنان بر عدم پذیرش ایمان او اصرار داشتند، اجازه داد که به اعتقاد خود در معابد خود ادامه دهند اما در حالی که او به آزادی مذهبی اظهار داشت، برای نابودی پاگانیسم با نوعی خشونت روانی که بیش از هر چیز جانبداری به نفع کلیسای مسیحی بود، تلاش کرد. با درونی کردن کلیسا به عنوان الهام‌بخش قوانین و اعمال آن، هرگونه عقیده متفاوت و هرگونه رد اقتدار روحانیون به‌عنوان تهدیدی برای اقتدار خود امپراتور شکل می‌گرفت که از این رو این حق را که در برابر آنچه بدعت‌در نظر گرفته می‌شد، مداخله شدید کند. در واقع، آزادی مذهبی که در فرمان میلان ایجاد شده بود به‌طور ضمنی لغو شد. نباید دست کم گرفت که به عقیده کنستانتین، گسترش کلی مسیحیت برای نجات اقتصادی امپراتوری بسیار مفید بوده‌است: به دلیل دستور به انجام کارهای خیریه، در واقع، مسیحیان شبکه ای متراکم از یتیم‌خانه‌ها، غذاخوری‌ها را برای فقرا، کمک به سالمندان ایجاد کرده بودند. به‌طور خلاصه، یک «اقتصاد خیریه» واقعی که برای امرار معاش فقیرترین مردم، که قادر به دسترسی به دیگر سیستم‌های دولتی نبودند، ضروری شده بود. به‌طور خلاصه، این خدای جدید از قوم خود خواستار تعهد جهانی در دفاع از حقیقتی بود که در کلیسای او نازل شده بود، و هرکسی که این قانون را نداشت، در معرض خشم او قرار می‌گرفت، که شکل عدالت امپراتور را به خود گرفت. به جای آزار و اذیتی که اخیراً به پایان رسیده بود، آزار و اذیتی در حال ظهور بود که ثابت شد که بسیار طولانی‌تر است.

### ویران کردن معابد
ویران کردن معابد در زمان سلطنت کنستانتین بزرگ (۳۰۶–۳۳۷) در مستعمره نظامی آیلیا کاپیتولینا (اورشلیم) آغاز شد، زمانی که او یک معبد پاگان را به منظور ساختن یک کلیسای مسیحی ویران کرد. مورخان مسیحی ادعا کردند که هادریان (قرن دوم) این معبد برای آفرودیته در محل تصلیب عیسی بر روی تپه گلگتا به منظور سرکوب احترام یهودیان مسیحی به این مکان ساخته‌است. کنستانتین از آن برای توجیه تخریب معبد استفاده کرد و گفت که به سادگی اموال را پس می‌گیرد.کنستانتین بسیاری از جایگاه‌های مقدس پاگان‌ها را غارت کرد، اما به گفته هانس اولریش ویمر، انگیزه این غارت بیشتر از تمایل به از بین بردن پاگانیسم ناشی از میل به تأمین سرمایه جدیدش برای ساخت «تندیس‌های ابهت‌آمیز» برای پایتخت جدید بود.<: 522, 523  نوئل لنسکی می‌گوید که «قسطنطنیه به معنای واقعی کلمه مملو از مجسمه‌هایی بود که به قول ژروم با «بره‌زدایی مجازی» در هر شهر در شرق امپراتوری روم جمع شده بودند.»<: 263  رامسی مک‌مولن عقیده دارد که کنستانتین این کار را به عنوان یک عمل ضد پاگانیسمی انجام داد.: 96  برخلاف مک مولن، ویمر می‌گوید که لبیانیوس، وقایع‌نگار معاصر کنستانتین، در بخشی از «در دفاع از معابد» خود می‌نویسد که کنستانتین معابد را غارت کرد تا گنجینه‌های آنها را برای ساختن قسطنطنیه به دست آورد، نه به دلیل اینکه ضد پاگانیسم بود.: 522 : 56 : 85  به گفته ویمر، کنستانتین برخی از جایگاه‌های مقدس پاگان‌ها، از جمله آسکلپیون (معبد شفابخش) در ایگائه را ویران کرد.: 522  همچنین گفته می‌شود که کنستانتین افقا را در لبنان ویران کرد.